# Gina Ravera
Gina Ravera (ur. 20 maja 1966 w San Francisco) – amerykańska aktorka.

## Filmografia
- 1993-1994: Silk Stalkings (serial)
- 1995: Showgirls
- 1996:  Autobus (film)
- 1997:  Przepis na życie (film)
- 1999-2000: A życie kołem się toczy
- 2004: Orły z Bostonu
- 2004: Czarodziejki
- 2004: Gaz (film)
- 2005-2009: Podkomisarz Brenda Johnson
- 2006-2008: Ostry dyżur
- 2007: Klub dyskusyjny